# Gefrees
Gefrees è una città tedesca situata nel land della Baviera.